# Tanya Lapointe
Tanya Lapointe ist eine kanadische Filmemacherin, Filmproduzentin und ehemalige Journalistin.
Als Regisseurin und Produzentin trat sie 2018 erstmals mit der Dokumentation 50/50: le documentaire in Erscheinung. 2020 folgte Lafortune en papier über den Künstler Claude Lafortune. Danach war sie als ausführende Produzentin an Dune (2021) beteiligt, am zweiten Teil, Dune: Part Two, der 2024 erschien, war sie als Produzentin beteiligt. Hierfür wurde sie gemeinsam mit Mary Parent, Cale Boyter und Denis Villeneuve 2025 für den Oscar in der Kategorie Bester Film nominiert. 
Vor ihrer Arbeit beim Film war sie bis 2005 beim Radio-Canada journalistisch aktiv, Ende 2016 nahm sie ganz offiziell ihren Abschied als Journalistin.
Der Regisseur Denis Villeneuve ist ihr Ehemann.